# Национални парк Колхети
Национални парк Колхети (груз. კოლხეთი ), је национални парк смештен у Малгерији-Горњој Сванети и Гурији у историјском региону Kолхида у западној Грузији. Влажна подручја Централног Колхетија су мочварна подручја од међународног значаја, Рамсарски локалитет - према Рамсарској конвенцији. Лежи на обалној равници на Црном мору, између ушћа реке Тикори и места Супса и простире се у окрузима Зугдиди, Хоби, Ланчхути, Сенаки и Абаша. Парк је основан током 1998. и 1999. године у оквиру Грузијског пројекта интегрисаног управљања приобаљем, који су финансијски подржали Светска банка и Глобални фонд за заштиту животне средине (ГЕФ). Национални парк Колхети простире се на површини од 28.940 хектара, и са заштићеним мочварним подручјем обухвата 33710 хектара, обухватајући подручје некадашњег Државног резервата природе Колхети, површине 500 хектара, који је основан 1947, и околна мочварна подручја, укључујући језеро Палеостоми.

## Историја

### Древна историја Колхетија
Национални парк Колхети некада је био део тропске и делимично суптропске зоне терцијарног периода која се протезала преко континента Евроазије. Око 2000 година пре нове ере, овде је створена прва грузијска држава, Колхети, познатија као "Колхида", и то је било место где је искована прва грузијска кованица, "Колхури Тетри". Колхида се у грчкој митологији појављује као ивица света, а у историјским хроникама широм западне Азије и источне Европе помиње се од давнина. Колхида се појављује у миту о Јасону и Аргонаутима и његовој потрази за Златним руном. Колхида је такође била земља у којој је митолошки Прометеј кажњен везивањем за планину, док му је орао јео јетру због откривања тајне ватре човеку. Амазонке су такође биле скитског порекла из Колхиде. Главни митски ликови из Колхиде су Ејет, Идија, Пасифаја, Кирка, Медеја, Калиопа и Апсирт.
Напредна економија и повољни географски и природни услови тог подручја привукли су милеске Грке који су колонизовали обалу Колхиде, успостављајући трговачке пунктове на том подручју у Потију, Очамчиру и Сухуми у 6-5. веку пре нове ере. Ови локалитети леже изван граница које је Александар Велики освојио у 4. веку пре нове ере. Након пропасти Персијског царства, значајан део Колхиде локално је постао познат као Егриси и припојен је недавно створеном Краљевству Иберија (Картли) око 302 п.н.е. Овај регион је задржао одређени степен независности до освајања од стране Митридата Понтског око 101. п.н.е.
Регију су насељавала бројна повезана, али и различита племена чија су насеља лежала претежно уз обалу Црног мора.
За време владавине Римског царства, Римљани су градили велике тврђаве дуж морске обале, али им је било све теже одржавати ред. У низије и обална подручја данашњег морског подручја парка често су упадала снажна планинска племена, при чему су Свани и Хениоки били најснажнији од њих. Године 69. нове ере, народ Понтуса и Колхиде под Аницетусом организовао је велики устанак против Римљана, који су постајали све слабији. До 130-их, разна краљевства су заузимала то подручје од југа до севера. Готи, настањујући Крим и тражећи нови дом, пробили су се до Колхиде 253. године, али су били одбијени уз помоћ римског гарнизона из Пицунде. Од 3. до 4. века, Лазички краљеви су потчинили већину локалних краљевстава и кнежевина, а након тога се држава звала Лазица (Егриси).

### Савремена историја и развој
У модерно доба, велика дренажа - исушивање земљишта, коју су совјетске власти предузеле, посебно 1920-тих ради развоја привреде, имала је разарајући утицај на влажни екосистем и 1947. године довела је до формирања малог резервата од 500 хектара, названог Државни резервоар природе Колхети. Међутим, имајући у виду да околна мочварна подручја садрже много богатих биогеографских и палеогеографских информација од великог значаја за научнике и грузијско национално наслеђе, то подручје је добило статус РАМСАР 1996. године. То је довело до тога да се Национални парк Колхети званично оснује као национални парк, између 1998. и 1999. године, који су финансијски подржали Светска банка и Глобални фонд за заштиту животне средине.
Међутим, убрзо након што је парк основан, 1999. године започела је изградња приватно финансираног нафтног терминала Кулеви у оквиру парка, с циљем изградње 16 цистерни капацитета 22.000 кубних метара, уз железницу која би превозила до 35 милиона тона нафте кроз национални парк. По изградњи, танкери од 100.000 до 150.000 тона превозили би нафту из Црног мора кроз резерват. Ископавање приступног канала кроз морски резерват је почело занемарујући споразуме о животној средини које су сачиниле грузијска влада, Светска банка и конзерватори. Локалне и међународне невладине организације које су подносиле су петиције против нафтног терминала, и Зелена алтернатива, грузијска невладина организација, биле су посебно активне у протестима, али без почетног успеха. На крају је изградња терминала Кулеви напуштена крајем 2002. године, наводно из финансијских разлога, али морско подручје Националног парка Колкхети и даље има проблема са земљиштем на коме је нафтним и гасним компанијама дозвољена експлоатација нафте, што је у сукобу са званично именованим заштићеним подручјем.

## Хидрологија
Преко половине парка, 15.742 хектара, чине мочварна подручја. Многе мале реке и потоци пролазе кроз парк углавном кроз равну обалну равницу на просечној надморској висини од 0–10 метара. Уз обалу Црног мора развио се уски гребен дине, широк око 100-200 метара, који се уздиже око 2-3 метра изнад обалне равнице. Велики део земљишта су тресетна мочвара и баре које се налазе на приобалној равници. На неким местима слојеви тресета су већи од 12 метара, што је резултат наношења глине, песка, муља и тресета у последњих 4000 до 6000 година.

## Клима
Клима Националног парка Колхети је топла и влажна клима, а годишње падавине крећу се од 1500 до 1600 мм, релативно једнаке током године. Парк је подложан јаким обалним ветровима, а у најхладнијем месецу јануару температура може пасти и до 4,5 °C. Током лета је умерена температура која у августу достиже просечних 22 °C. Међутим, температуре у августу достизале су понекад и до 34 степена Целзијуса.

## Флора и фауна

### Флора
Клима парка и обиље воде је резултирало богатим биодиверзитетом флоре у приобалним мочварама и поплављеним шумама и листопадним шумама мочвара, које углавном чине брадати јова, неколико врста врба и храстова и бели јасен.
Приобалне тресетне мочваре су дом многих врста биљака, укључујући сфагнум маховине, Округолисну росуљу, Carex lasiocarpa и Menyanthes trifoliata. У шумама расте зимзелено шибље попут Hedera colchica и ендемскe врстe, попут храстa лужњакa, храстa китњакa кao и црна јова, Quercus hartwissiana и Pterocarya pterocarpa.Водене биљке, попут белог локвања, уобичајене су у већем делу водених станишта парка, док је познато да Rhododendron flavum  и Rhododendron ponticum расту далеко од обале у алпском делу Националног парка Колкхети.

### Фауна
Мочваре и мочварне шуме у парку садрже бројне угрожене врсте попут срна, дивљих свиња, видри и Triturus vittatus, а однедавно је уведена и популација нутрија. У њој живе кавкаске подврсте обичне жабе и велике зелене жабе и бројне врсте змија, укључујући белоушке, речне змије, слепиће и ређе смукове. Европска барска корњача и Артвин гуштер такође се могу наћи као и источњачки саламандер. Неколико врста делфина, укључујући обичног делфина, кљунастог делфина и Phocoena phocoena насељавају морска станишта парка, а 194 различитих врста птица се налазе у националном парку, укључујући и 21 врсту које користе подручје током сезонске миграције. Неке од ендемских птица у парку налазе се на листи ИУЦН- а и грузијске "Црвене књиге", јер су на рубу истребљења у том подручју, укључујући црну роду, ждрала и велику белу чапљу. Ћубасти гњурац, црвено-врати гњурац, црно-врати гњурац, велики корморан, жута чапља, евроазијски кашикар, ражањ, мала лисаста гуска, златокрила утва, танкокљуни спрудник, велика шљука, и разноврсне патке, барске птице, лиске, галебови и чигре су уобичајени у парку у току сезоне, а и белорепани су евидентирани у парку, иако су веома ретки.

## Туризам
Упркос заштити парка, грузијска влада је недавно пронашла начин да привуче туристе уз истовремено одржавање и заштиту природног станишта. Парк је отворен за туристе 2007. године, и привукао је 1000 људи те године. У понуди су бродске туре, посебно на језеру Палиастоми и на реци Пицхори, затим роњење, посматрање птица, планинарење и јахање.
Излети бродом у Националном парку Колкхети укључују тзв. Еко-веслање стазом на мирној води. Стаза је погодна за почетнике у веслању и више оријентисана на опуштајући дан уз прилику да науче о природи у Националном парку Колхети. Дужина стазе је 9,2 км.
Постоји и стаза за искусније веслаче у кануима, дужине 10 км, са четири стазе. Главна тема ове стазе је "Живети са водом".
Обилазак бродом Поред Националног парка Колхети нуди организоване излете бродом до неколико прелепих дестинација. Време пловидбе на језеру Палиастоми може бити 1,2, или 3 сата. Рута полази од улаза у језеро Палиастоми. Са куле за проматрање птица могу се посматрати птице селице, од којих су неке ретке врсте које траже сигурна уточишта у густишима вегетације.
Управа парка дозвољава спортски риболов  .

## Напомена
Подаци о површини парка - 807,99 км² се разликују у чланцима на различитим језицима: овде је податак о површини преузет преводом чланка са енглеског језика. (Чланак на руском језику наводи 446 км², а на осталим језицима - око 289 км² )